# Baienfurt
Baienfurt ist eine oberschwäbische Gemeinde im baden-württembergischen Landkreis Ravensburg in Deutschland. Die Gemeinde mit gut 7000 Einwohnern gehört zum Gemeindeverwaltungsverband Mittleres Schussental.

## Geografie

### Geografische Lage
Baienfurt ist Teil des Siedlungsgebiets Mittleres Schussental, das sich von Eschach, ein südlicher Stadtteil Ravensburgs, über die beiden Städte Ravensburg und Weingarten bis nach Baienfurt und Baindt im Norden erstreckt. Sie befindet sich wenige Kilometer westlich des Altdorfer Walds am Talostrand der Schussen, die ein nördlicher Bodensee- bzw. Rhein-Zufluss ist, und wird vom Schussen-Zufluss Wolfegger Ach durchflossen.

### Nachbargemeinden
Baienfurt grenzt im Norden beginnend an Fronreute, Baindt, Bergatreute, Schlier, Weingarten und Berg.

### Gemeindegliederung
Zu Baienfurt gehören neben dem Hauptort die Ortsteile und Wohnplätze Niederbiegen, Köpfingen, Kickach, Baumgarten und Briach sowie das Wohngebiet Neubriach.

### Schutzgebiete
Baienfurt hat im Norden einen minimalen Anteil am Naturschutzgebiet Annaberg und im äußersten Süden einen ebenso minimalen Anteil am Landschaftsschutzgebiet Laurental und Rößlerweiher.
Zudem liegen in Baienfurt Teile der FFH-Gebiete Schussenbecken mit Tobelwäldern südlich Blitzenreute und Altdorfer Wald.

## Geschichte

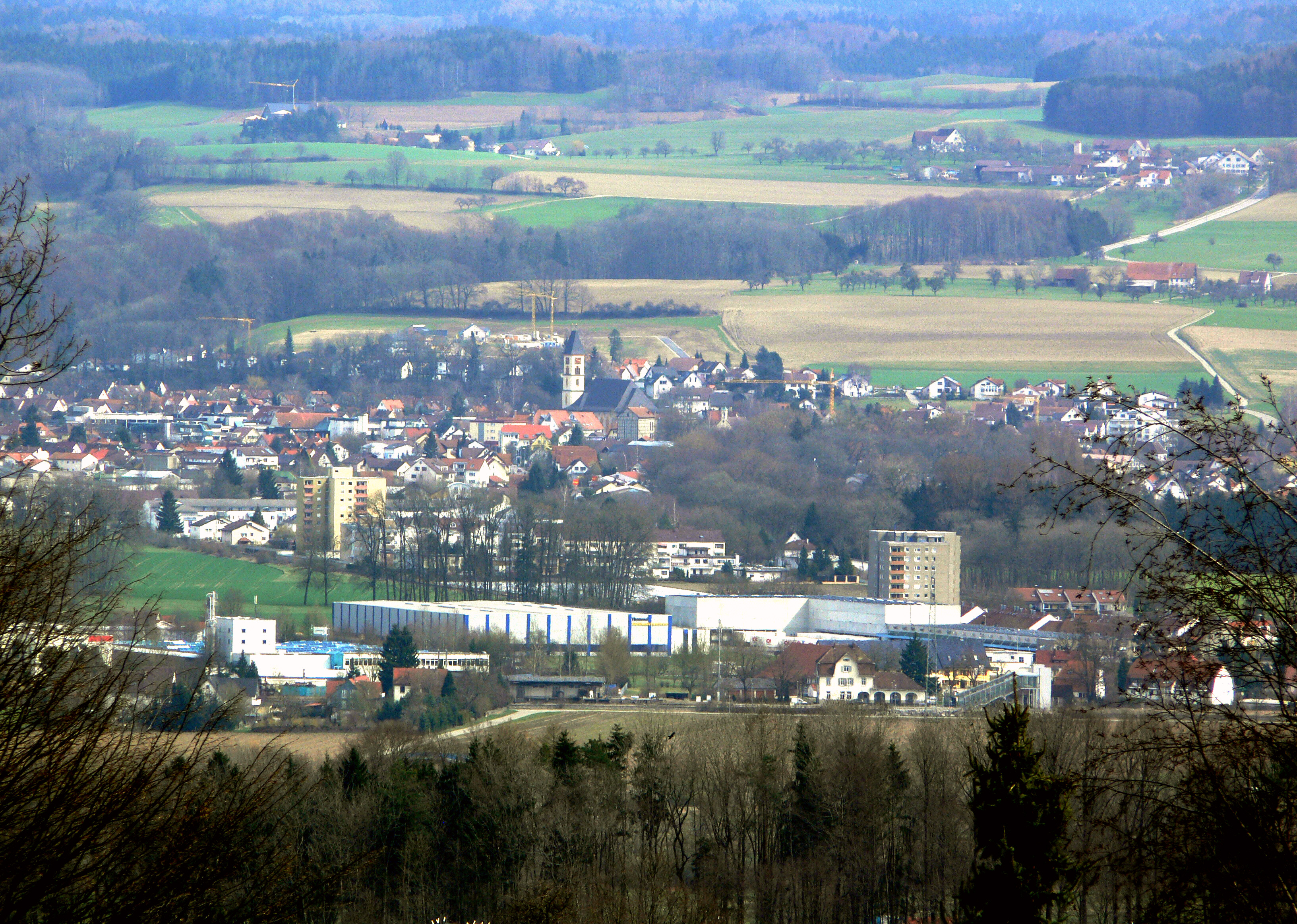
Blick auf Baienfurt von Westen

Durch Bodenfunde sind keltische Siedlungsspuren im Gemeindegebiet belegt. Aus der Hallstattepoche gibt es einen Grabhügel. Auf dem Gebiet der heutigen Teilorte Rain und Kickach gab es römische Landgüter.
Die Siedlung Baienfurt ist wahrscheinlich im 9. Jahrhundert entstanden. Der Name Baienfurt, in frühen Dokumenten auch Baier, Beierfurt oder Paigerfurt geschrieben, geht auf eine Furt durch die Wolfegger Ach zurück. Baien wird von baie, beige (= Öffnung) abgeleitet, andere Quellen nennen eine Herkunft von Bai (= Riedgras).
Wahrscheinlich vor 1090 unter Welf IV. erhielten die Herren von Waldburg den Ort als Lehen. 1143 wird der Ort Binningen erstmals als Eigentum des Klosters Weingarten urkundlich genannt, Kickach wird 1148 erstmals urkundlich erwähnt. 1278 wurde eine Blasiuskapelle in Briach errichtet. 1525 waren Baienfurt und seine Umgebung ein Schauplatz des Deutschen Bauernkriegs. Die Truchsessen von Waldburg hatten die Herrschaft bis 1587 inne, als sie die Landeshoheit in einem Vergleich der vorderösterreichischen Landvogtei Schwaben mit Sitz im benachbarten Altdorf (heute Weingarten) übertrugen. Baienfurt wurde Kameralort der Landvogtei, Grundbesitz hatten neben der Landvogtei aber auch die Klöster Weingarten und Baindt. 1806 wurde Baienfurt mit der Landvogtei Schwaben Teil des Königreichs Württemberg (Oberamt Ravensburg, Amt Um-Altdorf).
1826 wurde der Ort zusammen mit anderen Teilen des ehemaligen Amtes Um-Altdorf und der Siedlung um das Kloster Baindt zur Gemeinde Baindt vereinigt, deren Schultheissensitz Baienfurt war. Schon 22 Jahre später hatten die stetigen Bemühungen der Baienfurter um Selbständigkeit jedoch Erfolg, als die Gemeinde am 20. September 1848 zur selbständigen Schultheißerei ernannt wurde.
1850 erhielt Baienfurt mit der benachbarten Bahnstation Niederbiegen an der Württembergischen Südbahn Anschluss an das Netz der Württembergischen Eisenbahnen.
Mit der Entstehung einer Papierfabrik ab 1870 wurde das bis dahin bäuerlich geprägte Dorf Industriestandort und wuchs seither stetig.
1934 wurde das Oberamt Ravensburg in Kreis Ravensburg umbenannt und 1938 im Rahmen der Verwaltungsreform während der NS-Zeit in Württemberg in den Landkreis Ravensburg überführt. Nach dem Zweiten Weltkrieg fiel Baienfurt mit dem Landkreis Ravensburg in die Französische Besatzungszone und kam somit zum neu gegründeten Land Württemberg-Hohenzollern, welches 1952 als Regierungsbezirk Südwürttemberg-Hohenzollern im Land Baden-Württemberg aufging.
Von 1970 bis 1977 wurde ein modernes Ortszentrum mit Rathaus, Gemeindehalle, Marktplatz und Hallenschwimmbad errichtet. Eine zunächst vorgesehene Fusionierung der Gemeinde mit Ravensburg, Weingarten und Baindt im Zuge der Gemeindereform 1975 kam wegen mangelnder Zustimmung der Bevölkerung im Schussental nicht zustande.
| Jahr      | 1849 | 1888 | 1910 | 1939 | 1959 | 1987 | 1991 | 1995 | 1999 | 2005 | 2010 | 2015 |
| Einwohner | 800  | 1200 | 1750 | 2900 | 4100 | 7000 | 6620 | 6883 | 7200 | 7293 | 7194 | 7138 |

## Politik

### Gemeinderat
Die Gemeinderatswahl am 9. Juni 2024 führte in Baienfurt zu dem in den nebenstehenden Diagrammen dargestellten Ergebnis.

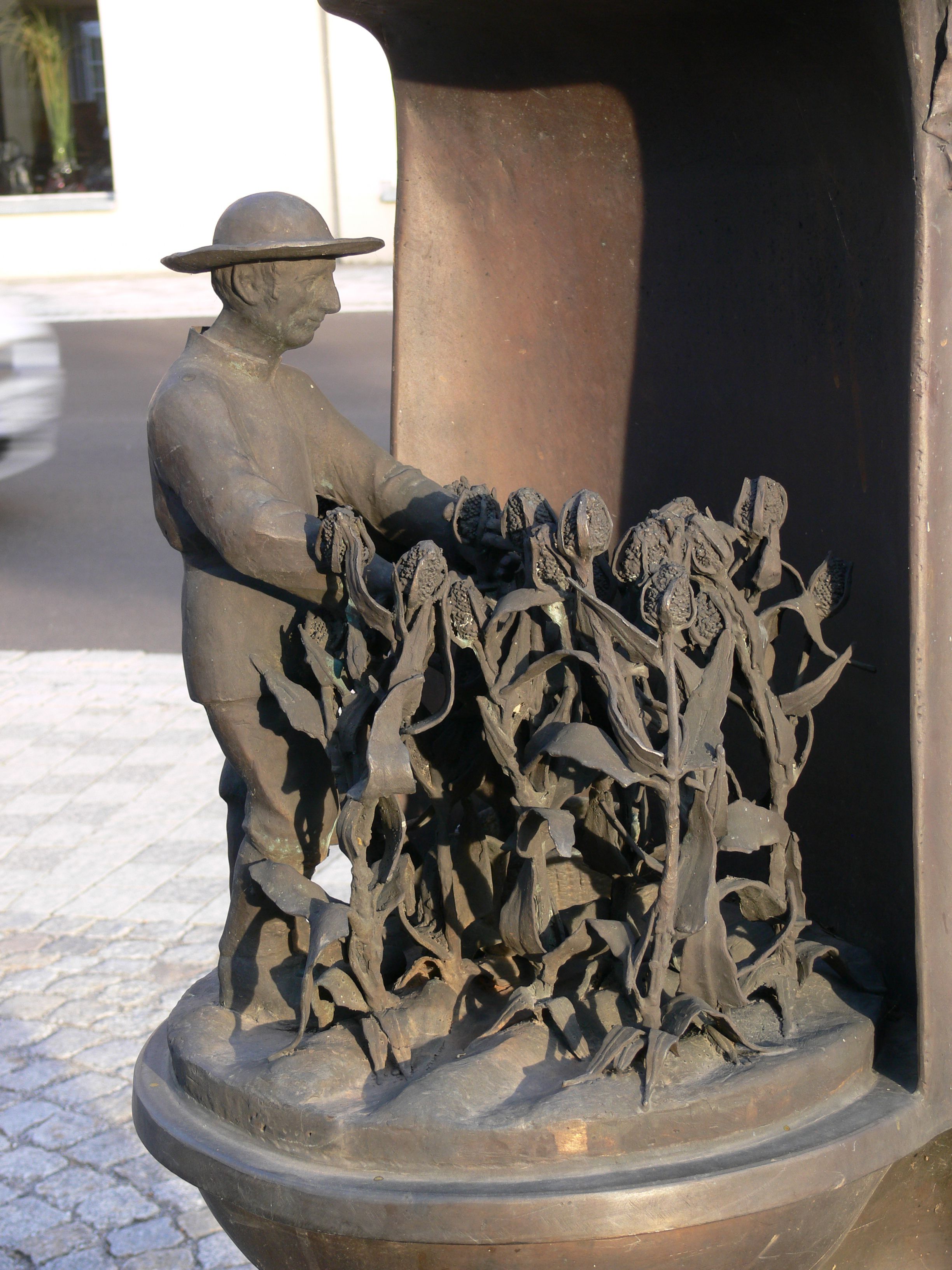
Kardeldenkmal (Detail): Anbau von Kardeln

- SPD: 2
- Grüne: 3
- FDP: 1
- FW: 6
- CDU: 6

### Bürgermeister
Liste der Bürgermeister von Baienfurt von 1848 bis heute:
| Amtszeit  | Name                      | Anmerkung |
| --------- | ------------------------- | --- |
| 1848–1870 | Johann Baptist Mehrle     | |
| 1870–1872 | Alois Mangold             | |
| 1872–1919 | Gebhard Mehrle            | 1911 Anbindung an Straßenbahn Ravensburg-Weingarten                                                                                                   |
| 1919–1929 | Otto Mehrle               | |
| 1929–1938 | Leo Lacher                | |
| 1938–1945 | Emil Teufel               | eingesetzt, nicht demokratisch gewählt |
| 1945–1946 | Karl Kurz                 | Militärregierung unter französischer Besatzung |
| 1946–1949 | Johann Mehrle             | |
| 1949–1961 | Karl Rittler              | |
| 1961–1989 | Maximillian „Max“ Brenner | (1929–2007), 1989 zum Ehrenbürger |
| 1989–2013 | Robert Wiedemann          | FWV, Amtszeit bis Dezember 2013, seit Dezember 2013 Ehrenbürger der Gemeinde Baienfurt                                                                |
| seit 2013 | Günter A. Binder          | CDU, ehemaliger Hauptamtsleiter in Bodnegg, gewählt am 22. September 2013 mit 93,1 % wiedergewählt am 26. September 2021 mit 86,6 Prozent der Stimmen |

Der bisherige Bürgermeister Robert Wiedemann trat nach 24 Jahren im Dezember 2013 nicht mehr zur Wiederwahl an. Als mögliche Nachfolger stellten sich 2013 nur zwei Kandidaten, wobei einer davon als Kandidat der „NEIN!-Idee Partei“ von der lokalen Presse mehr oder weniger als „Spaßkandidat“ eingestuft wurde.

### Wappen
| Wappen der Gemeinde Baienfurt | Blasonierung: „In Grün eine goldene (gelbe) Weber-Karde mit drei aufwärts und zwei abwärts gerichteten Distelblättern.“ |
| Wappen der Gemeinde Baienfurt | Wappenbegründung: In Baienfurt wurde von 1830 bis etwa 1918 die Sonderkultur des Weber-Karden-Anbaues betrieben. Damals benötigte die Textilindustrie diese Distelart zum Aufrauen bestimmter Stoffe und wurden bei einem eigenen Kardel-Markt, der durch das Aushängen von blau-weißen Fahnen angekündigt wurde, in Baienfurt verkauft. Auf Vorschlag der Archivdirektion Stuttgart legte die Gemeinde im Jahre 1931 ein Wappen fest, das diese Besonderheit anspricht. Der Kardel wurde im Juli 2000 auf dem Platz vor der evangelischen Kirche ein bronzenes Denkmal gesetzt. Seit Januar 2011 steht das bronzene Denkmal vor dem „Neunerbeck“ in Baienfurt, welches eines der ältesten Häuser der Gemeinde ist und in dem sich passend zum Denkmal, ein Kardel-Museum befindet. |

### Gemeindepartnerschaften
Baienfurts Partnergemeinden sind seit 1993 Martonvásár in Ungarn, seit 2006 Goito in Italien sowie seit 2010 Pirna in Sachsen. Bereits 1989 schlossen sich verschiedene Orte im Schussental für eine projektbezogene Unterstützung mit Brest in Belarus zusammen.

## Kultur und Sehenswürdigkeiten

### Kunst, Musik, Theater
- Im denkmalgeschützten Speidlerhaus von 1673 veranstaltet der Kulturverein Manufaktur seit 1997 Konzerte, Theateraufführungen, Kleinkunstveranstaltungen und Ausstellungen.
- 2011 eröffnete Uli Boettcher in einer umgebauten Scheune im Ortsteil Hof die Kleinkunstbühne Hoftheater.

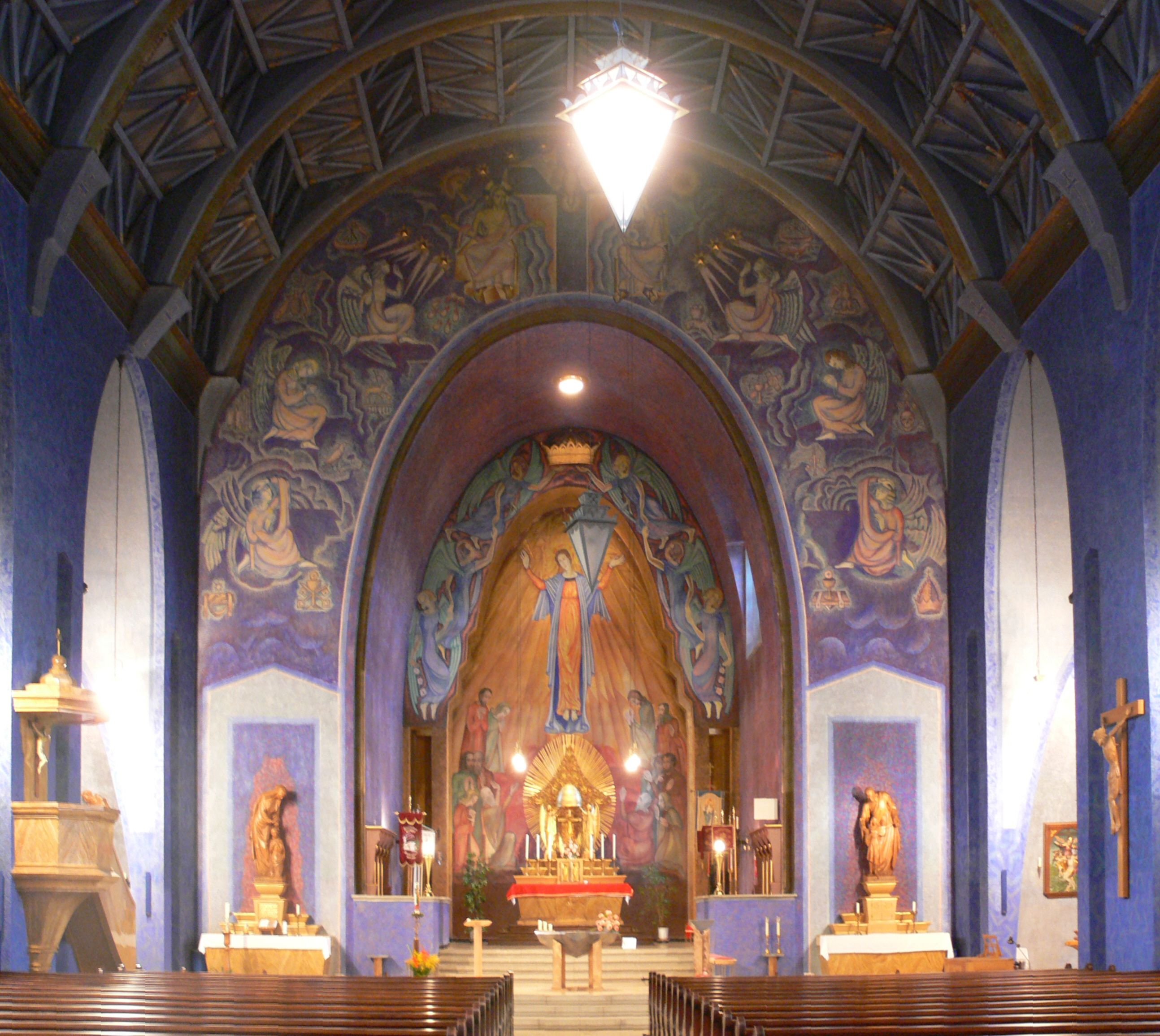
Pfarrkirche Mariä Himmelfahrt

### Bauwerke
- Die Katholische Pfarrkirche Mariä Himmelfahrt (Marienkirche) wurde 1925–1927 nach Entwurf des Stuttgarter Architekten Otto Linder erbaut. Der Stahlbetonbau mit charakteristischem Parabelgewölbe ist nicht zuletzt durch die gut erhaltene, von dunkelblauen Tönen geprägte stimmungsvolle Ausmalung von Alois Schenk ein einzigartiges Beispiel der Kirchenbaukunst des Expressionismus der 1920er Jahre. Der Turm wurde erst 1953 vollendet.[13][14][15]
- Deutlich älter ist die Blasiuskapelle (13./17. Jh.) im Weiler Briach.
- Die Evangelische Kirche „an der Aach“ wurde 1890 als katholisches Gotteshaus erbaut, von 1927 bis 1952 als Lagerraum, Sporthalle und Kino genutzt, und dient seit 1953 den Protestanten[16]
- Die Wegkapelle in Hof ist eine Station des jährlichen Weingartner Blutrittes.

### Regelmäßige Veranstaltungen

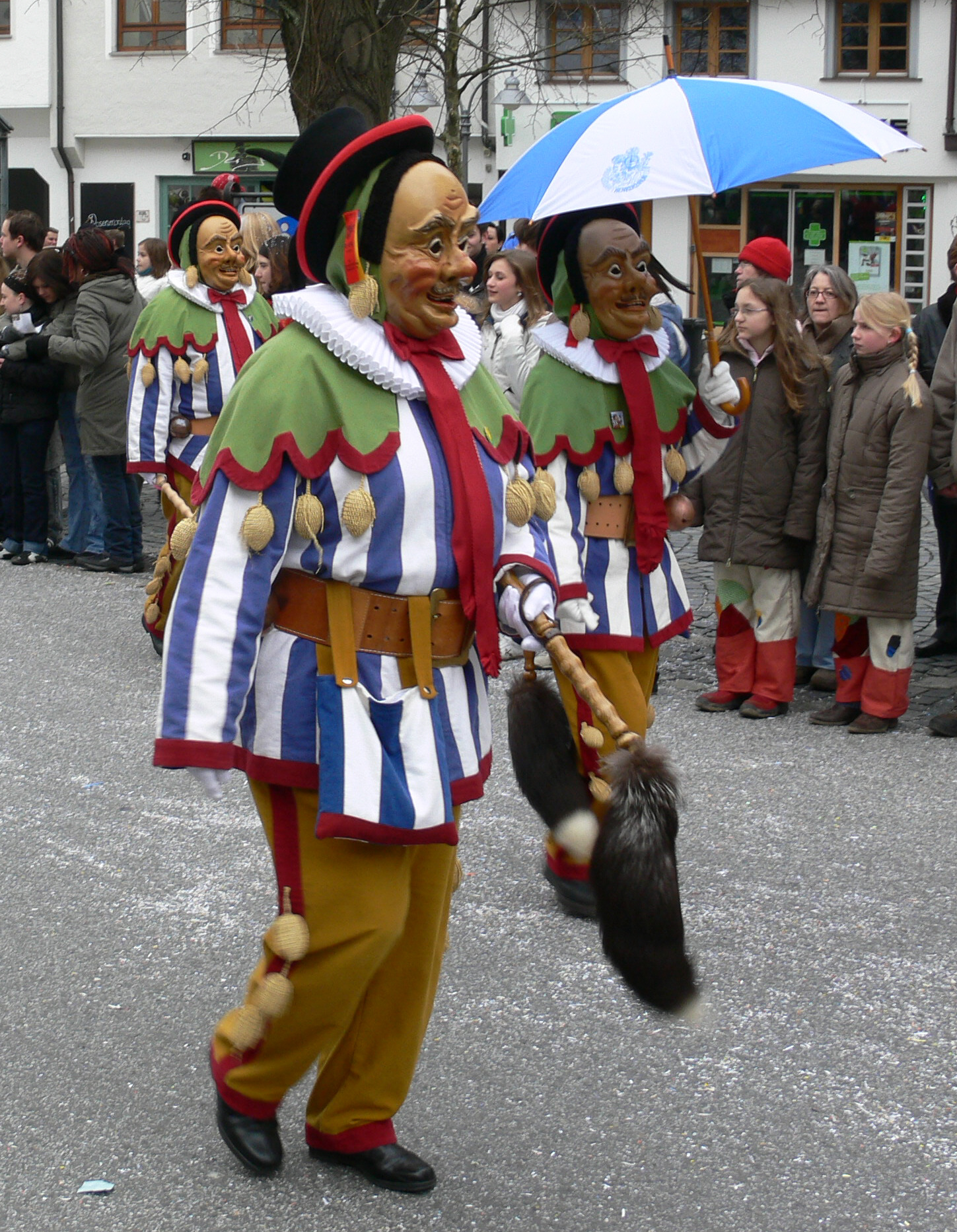
„Kardelhannes“ der Narrenzunft Henkerhaus

- Die Begeisterung der Baienfurter für die schwäbisch-alemannische Fasnet seit Anfang des 20. Jahrhunderts ist wohl von den nahen Fasnetshochburgen Bad Waldsee und Weingarten beeinflusst. Am Fasnetssamstag findet in Baienfurt ein Narrensprung statt. Die Blumen- und Vogelmasken der 1936 begründeten Baienfurter Narrenzunft „Henkerhaus“ wurden nach dem Zweiten Weltkrieg neu geschaffen. Zum 60-jährigen Zunftjubiläum 1996 entstand mit dem „Kardelhannes“ eine weitere geschichtsbezogene Fasnetfigur. Seit 2004 ist sie Mitglied der Vereinigung Schwäbisch-Alemannischer Narrenzünfte. Die Zunft wurde nach dem historischen Henkerhaus der Reichsabtei Weingarten benannt. Als die Landvogtei Schwaben die Hohe Gerichtsbarkeit über Baienfurt im späten 17. Jahrhundert gegen ein Darlehen für zwanzig Jahre an den Weingartener Abt verpfändete, erbaute dieser einen Galgen und ein großzügiges Wohnhaus für den Henker. Schon 1705 zog der Henker wieder in die Siedlung Altdorf unterhalb des Klosters Weingarten, und in das Henkerhaus zogen Klosterknechte ein – daher heißt der Standort heute noch „Knechtehaus“. Das Haus selbst fiel 1972 einem Brand zum Opfer.
- Der Weingartener Blutritt am Tag nach Christi Himmelfahrt, eine Reiterprozession mit knapp 3000 Pferden, führt auch durch Baienfurt.
- Marktplatzfest, jährlich im Juli.

## Wirtschaft und Infrastruktur
Neben wenigen landwirtschaftlichen Betrieben (mit Dauergrünland, Ackerland und Obstbau) und Forstwirtschaft (etwa 20 % der Gemeindefläche sind Waldgebiet) ist der Ort weitgehend von Industrie, Handwerk und Handel geprägt. Zu nennen ist insbesondere die Kiesel GmbH, ein international agierender Vermieter von Baumaschinen.
Schon im 13. Jahrhundert wurden an der Wolfegger Aach drei Mühlen betrieben. Im 19. Jahrhundert war der Fluss Grundlage für die Entstehung einer Papierfabrik (1870–1873). Sie gehörte ab 1968 zum Feldmühle-Konzern und heute seit 1990 zur finnisch-schwedischen Stora-Enso-Gruppe. Zum Jahresende 2008 hat der Konzern das Werk Baienfurt bis auf ein Schneidzentrum komplett geschlossen. Auf dem Gelände entstand ab 2016 ein Industrie- und Gewerbepark.
Gegen Ende des 19. Jahrhunderts entstanden außerdem eine Zigarrenfabrik und eine Eisen- und Metallgießerei.

### Verkehr

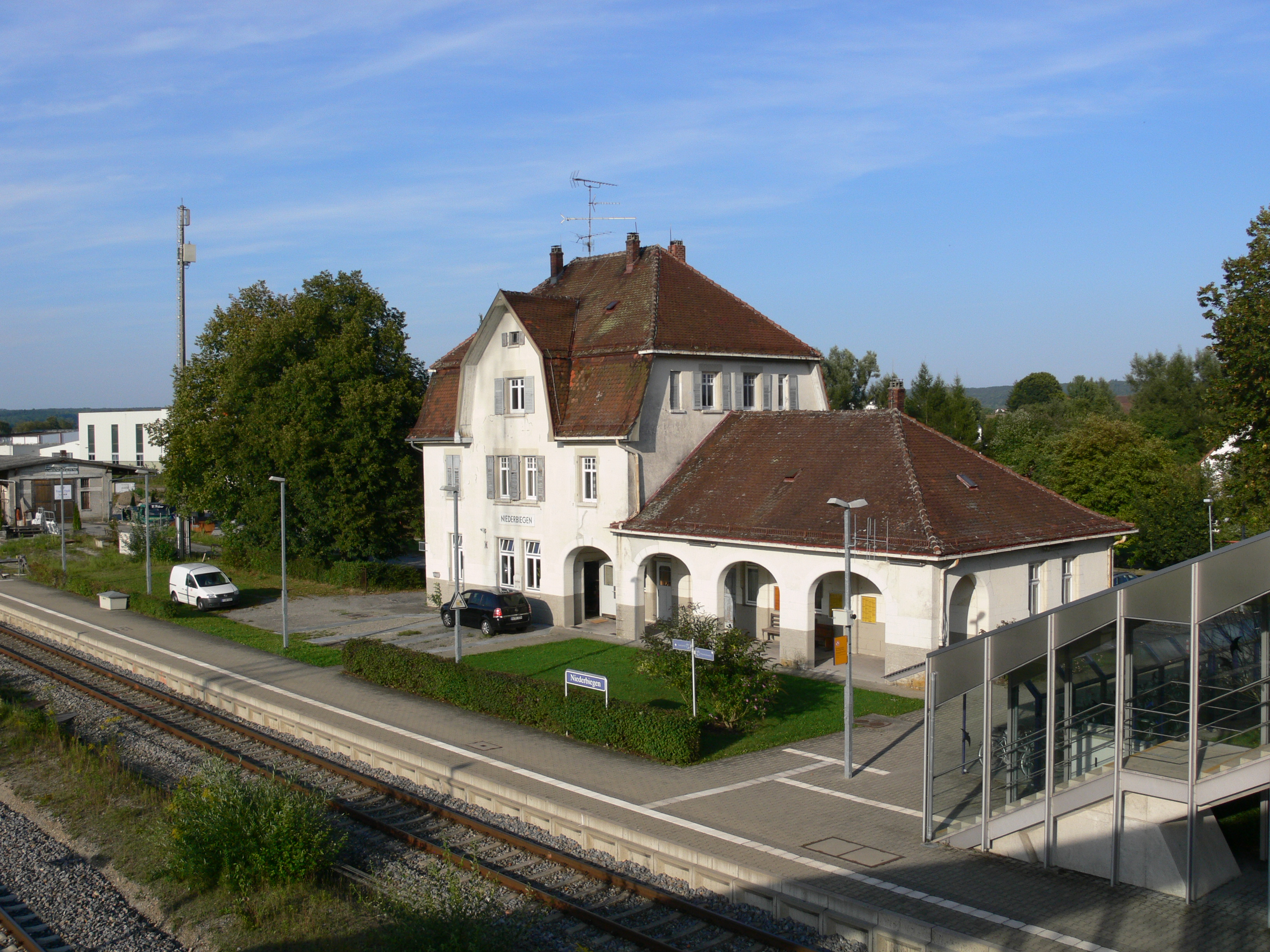
Haltepunkt Niederbiegen mit Empfangsgebäude

- Baienfurt liegt an der Bundesstraße 30, die von Ulm nach Friedrichshafen führt.
- Im Teilort Niederbiegen befindet sich ein Haltepunkt an der Bahnstrecke Ulm–Friedrichshafen (Südbahn), der von Regionalbahn-Zügen der Bodensee-Oberschwaben-Bahn bedient wird. In Niederbiegen zweigte die Bahnstrecke Niederbiegen–Weingarten von der Südbahn ab, von dieser wiederum die Bahnstrecke Baienfurt West–Baienfurt Gbf., die 2015 endgültig stillgelegt und 2023 demontiert wurde
- Die Gemeinde ist mit einigen Buslinien u. a. mit Bad Waldsee, Weingarten und Ravensburg verbunden. Sie gehört dem Bodensee-Oberschwaben Verkehrsverbund (bodo) an.
- Durch eine Alltagsroute aus dem Radnetz Baden-Württemberg[20] ist Baienfurt über Baindt mit Bad Waldsee und in der anderen Richtung über Weingarten mit Ravensburg verbunden. Eine weitere Radnetz-Route verbindet den westlichen Teil der Gemeinde (Rainpadent) über Baindt-Schachen, Wolpertswende (Ortsteile Mochenwangen und Wolpertswende) und Altshausen mit Bad Saulgau und in der anderen Richtung mit Weingarten.
- 1911 wurde eine 2,4 km lange Erweiterung der elektrischen Straßenbahn Ravensburg–Weingarten–Baienfurt (eröffnet 1888, 4,2 km lang, Spurweite 1000 mm) nach Baienfurt eröffnet. Am 23. Februar 1959 wurde die Strecke Ravensburg–Weingarten stillgelegt, im Juni 1959 folgte die Reststrecke Weingarten–Baienfurt.

### Bildung
In Baienfurt gibt es mit der Achtalschule seit 2013 eine Gemeinschaftsschule (vorher eine Grund- und Hauptschule mit Werkrealschule). Für die jüngsten Einwohner bestehen zwei gemeindliche, zwei römisch-katholische und ein evangelischer Kindergarten. Außerdem gibt es im Ort eine Außenstelle der Volkshochschule Ravensburg-Weingarten.

## Persönlichkeiten

### Ehrenbürger
- Dezember 1957: Alfons Maria Haug (1887–1981), Direktor der Papierfabrik Baienfurt
- Oktober 1989: Maximilian Brenner (1929–2007), 1961–1989 Bürgermeister der Gemeinde Baienfurt
- Juni 1990: Berta Braun (1916–2008), promovierte Ärztin, Kommunalpolitikerin
- Februar 2003: Max Gögler (1932–2011), Politiker (CDU), Regierungspräsident im Regierungsbezirk Tübingen
- Dezember 2013: Robert Wiedemann, 1989–2013 Bürgermeister der Gemeinde Baienfurt
- März 2020: Hans Sättele, Gemeinderat, Heimatkundler und früherer Chef des Kreisplanungsamts

### Söhne und Töchter der Gemeinde
- Max Gögler (1932–2011), Regierungspräsident
- Karl Dodrimont (* 1939), Ringer, Bronzemedaillengewinner im Bantamgewicht bei der Freistil-Weltmeisterschaft 1965
- Gerhard Wehrle (* 1940), Kohlenhändler und Heimatmaler[21]
- Edith Hummel (* 1964), Buchautorin